# Appalachiosaurus
Appalachiosaurus («аппалачська ящірка») — рід базальних тероподних динозаврів середнього кампанського періоду пізньої крейди зі східної Північної Америки. Як і всі тероподи, Appalachiosaurus був двоногим хижаком. Було знайдено лише молодий скелет тварини довжиною приблизно 6,5 метрів і вагою 623 кілограми, що вказує на те, що доросла особина була б значно більшою. Це найбільш повно відомий теропод зі сходу Північної Америки.

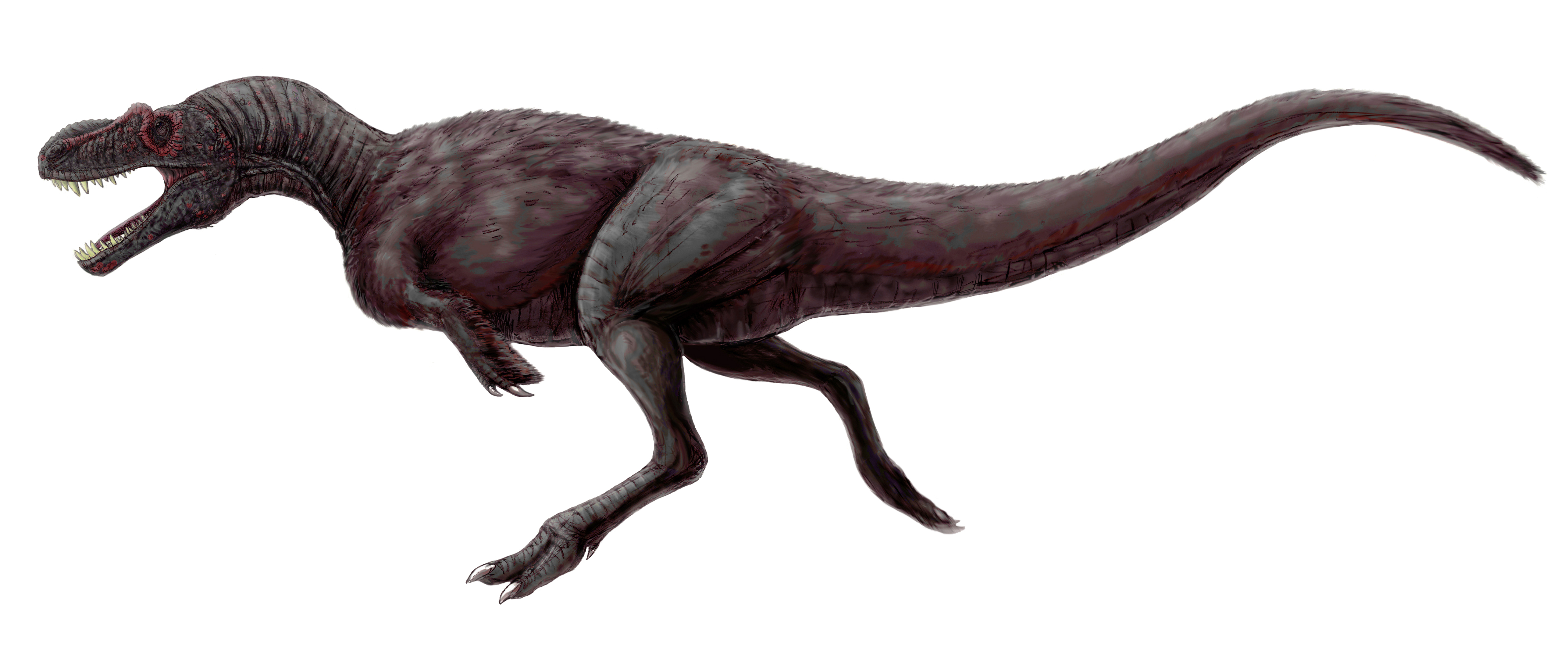
Художнє представлення

Скам'янілості аппалачіозавра були знайдені в крейдяній формації Демополіс в центральній Алабамі. Це утворення датується серединою кампанського періоду пізньої крейди, приблизно 77 мільйонів років тому. Викопні рештки, віднесені до A. montgomeriensis, також відомі з формацій Донохо-Крік і Тар-Хіл-Коучман у Північній і Південній Кароліні.